# ISight

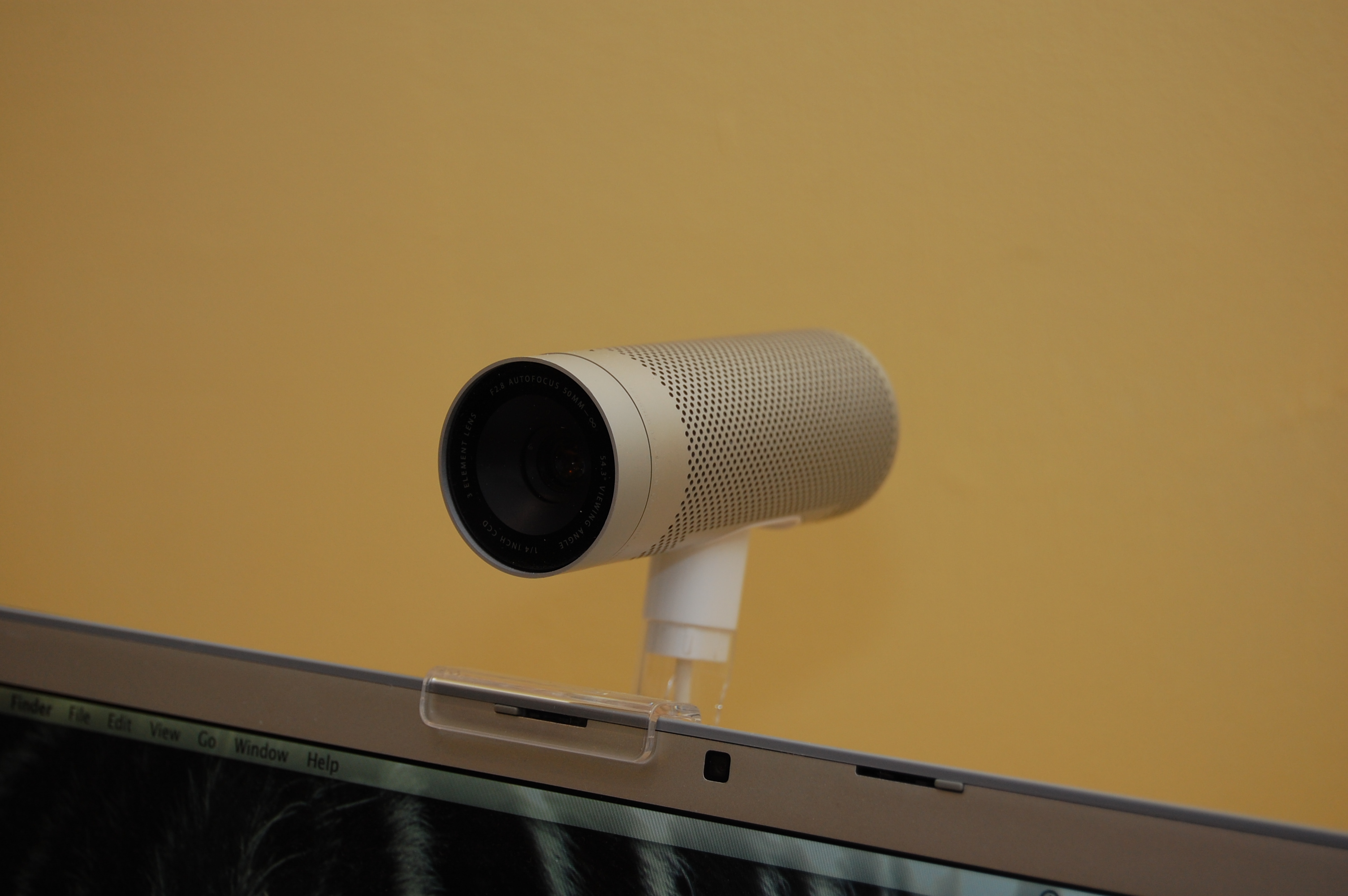
Webová kamera ISight

iSight je značka kamer používaná společností Apple. Jméno bylo původně používáno pro externí webovou kameru připojovanou k počítači kabelem FireWire. Představená na WWDC v roce 2003. Později se toto označení začalo používat pro zabudované kamery v produktech Apple (iMac,MacBook, MacBook Air, MacBook Pro). Toto označení se přestalo používat v listopadu 2010, kdy jej nahradilo označení "Kamera FaceTime".